# Ultima II: The Revenge of the Enchantress
Ultima II: The Revenge of the Enchantress — вторая игра в серии Ultima, которая практически полностью сохранила геймплей оригинала. Главное отличие — значительно увеличенный масштаб происходящего. Добавлено множество данженов, планеты Солнечной системы, а также локации, посещение которых абсолютно опционально и не требуется для прохождения сюжетной линии.

## Игровой процесс
Игровой процесс почти не отличается от первой части. Главное отличие Ultima II это увеличенный игровой мир. Появились локации посещение которых не требуется для прохождения сюжетной линии. Также появилась возможность путешествовать в разные временные периоды. Так игрок может посетить Время Легенд (мифологический период), Пангею (300 миллионов лет назад), 1423 год до н. э., 1990 год и 2112 год. В игре сохранились космические перелёты из первой части, теперь доступны к посещению все планеты Солнечной системы.

## Сюжет
Сюжет второй части развивается вокруг Минакс, ученицы и возлюбленной Мондейна, главного злодея первой части. Чтобы отомстить за смерть учителя, Минакс отправилась во Время легенд и оттуда начала отправлять своих прислужников в разные временные периоды чтобы уничтожить человечество.
Лорд Бритиш вновь призывает Странника и просит спасти мир. Чтобы одолеть Минакс главному герою придётся побывать во вcех временных отрезках, найти волшебное кольцо и быстрый меч. Финальный бой произойдёт во Времени легенд, в замке Шедоугард.

## Рецензии и оценки
Журнал K-Power дал игре оценку 7 из 10, отметив что «игра уникальна, а история оригинальна».
Журнал PC Magazine дал игре 15.5 балов из 18, похвалив игру за «большой и великолепный мир».
Игра была номинирована на премию Origins Game Fair, но уступила Wizardry II: The Knight of Diamonds.